# Un hombre de éxito
Un hombre de éxito es una película dramática cubana, estrenada en 1986 y dirigida por Humberto Solás.

## Sinopsis
La Habana, años treinta. Un joven ambicioso inicia su carrera de ascenso social valiéndose de su capacidad de seducción y sobre todo, de su carencia de escrúpulos. Después de la caída de la dictadura de Gerardo Machado en 1933, se propone insertarse definitivamente en las esferas sociales más poderosas. A partir de ese momento su carrera política se desarrollará exitosamente década tras década. Paralelamente a ello se van desmoronando sus vínculos familiares y afectivos, sacrificados por el oportunismo y la traición.

## Reparto
| Actor             | Personaje           |
| ----------------- | ------------------- |
| César Évora       | Javier Argüelles    |
| Raquel Revuelta   | Raquel              |
| Daisy Granados    | Rita                |
| Jorge Trinchet    | Darío Argüelles     |
| Rubens de Falco   | Iriarte             |
| Mabel Roch        | Ileana Ponce        |
| Carlos Cruz       | Puig                |
| Miguel Navarro    | Lucilo              |
| Omar Valdés       | Facundo Lara        |
| Ángel Espasande   | Padre Rubén         |
| Ángel Toraño      | Ponce               |
| Isabel Moreno     | Berta               |
| Nieves Riovalles  | Esposa de Darío     |
| Jorge Alí         | Jugador de baseball |
| Denise Patarra    | Novia de Puig       |
| Max Álvarez       | Sacerdote           |
| Niola Montes      | Sra. Ponce          |
| Orlando Contreras | Amigo de Darío      |

## Palmarés cinematográfico
- Primer Premio Coral, VIII Festival Internacional del Nuevo Cine Latinoamericano. La Habana, Cuba, 1986.
- Premio Coral a la Dirección de Arte, VIII Festival Internacional del Nuevo Cine Latinoamericano. La Habana, Cuba, 1986.
- Premio Catalina de Oro a la Mejor Película Catalina de Oro, Festival Internacional de Cine. Cartagena, Colombia, 1987.
- Makhila de Plata, Festival de Cine Ibérico y Latinoamericano, Biarritz, Francia, 1987.
- Primer premio; Premio de Oro; Premio a la mejor fotografía, Festival Internacional de cine de Damasco, Siria.
- Primer premio Rumhinaui, Festival Internacional de Cine de Ciudad de Quito, Ecuador, 1988.